# Colin Ackermann
Colin Niel Ackermann (* 4. April 1991 in George, Südafrika) ist ein südafrikanisch-niederländischer Cricketspieler, der seit 2019 für die niederländischen Nationalmannschaft spielt.

## Kindheit und Ausbildung
Ackermann wuchs in Südafrika auf und besuchte die Grey High School in Port Elizabeth. Mit diesen tourte er unter anderem nach England. In der Jugend war er ein herausragender Batter, und toppte unter anderem die Run-Scorer Liste der Jugendliga in 2009. Auch spielte er für die südafrikanische U19-Nationalmannschaft.

## Aktive Karriere
Seine First-Class-Karriere begann dann bei der Eastern Province, für die er ab 2010 spielte, bevor er dann ab 2012 für die Warriors spielte. Er stand vor dem Sprung in die südafrikanische Nationalmannschaft, als er ein Angebot von Leicestershire in der englischen County Championship erhielt. Im Oktober 2019 gab er dann sein Debüt in der niederländischen Nationalmannschaft bei einem Twenty20-Fünf-Nationen-Turnier in Oman gegen Irland. Zusammen mit dem Team qualifizierte er sich danach beim ICC Men’s T20 World Cup Qualifier 2019 für den um ein Jahr verschobenen ICC Men’s T20 World Cup 2021. Seine beste Leistung dort waren 35 Runs gegen Namibia. Nach dem Turnier gab er in Südafrika sein ODI-Debüt. Bei der Tour gegen Afghanistan im Januar 2022, die in Katar ausgetragen wurde, gelang ihm im dritten ODI sein erstes internationales Fifty über 81 Runs. Er war dann auch wieder im Team für die ICC Men’s T20 World Cup 2022, bei dem ihm ein Fifty gelang über 62 Runs gegen Bangladesch. Im letzten Spiel gegen Südafrika konnte er mit 41* Runs einen Sieg ermöglichen, der Südafrika ausscheiden ließ, woraufhin er als Spieler des Spiels ausgezeichnet wurde. Bei der Tour in Simbabwe im März 2023 erreichte er dann im ersten ODI ein Half-Century über 50 Runs.